# 磯部春昭
磯部 春昭（いそべ はるあき、1941年または1942年 - ）は、日本の地方公務員。新潟県総務部長、同副知事、佐渡汽船社長兼会長を歴任。瑞宝中綬章受章。

## 人物・経歴
1965年 新潟大学法学部卒業。新潟県庁入庁、1997年  (平成9年) 4月 長野謙之進の後任として総務部長、1999年4月 同職を川上忠義と交代し小川和雄の後任として副知事。株式会社新潟国際貿易ターミナル代表取締役社長、新潟臨海鉄道株式会社代表取締役社長を兼務。2003年3月 川上を後任に副知事退任。
退任後 佐渡汽船社長兼会長を経て会長、新潟県観光協会会長、道の駅新潟ふるさと村駅長。

## 栄典
- 2014年11月 秋の叙勲で地方自治功労により瑞宝中綬章受章[1]